# Ерустес
Ерустес (ісп. Erustes) — муніципалітет в Іспанії, у складі автономної спільноти Кастилія-Ла-Манча, у провінції Толедо. Населення — 259 осіб (2010).
Муніципалітет розташований на відстані близько 85 км на південний захід від Мадрида, 41 км на захід від Толедо.

## Демографія
Динаміка населення (INE ):

## Галерея зображень

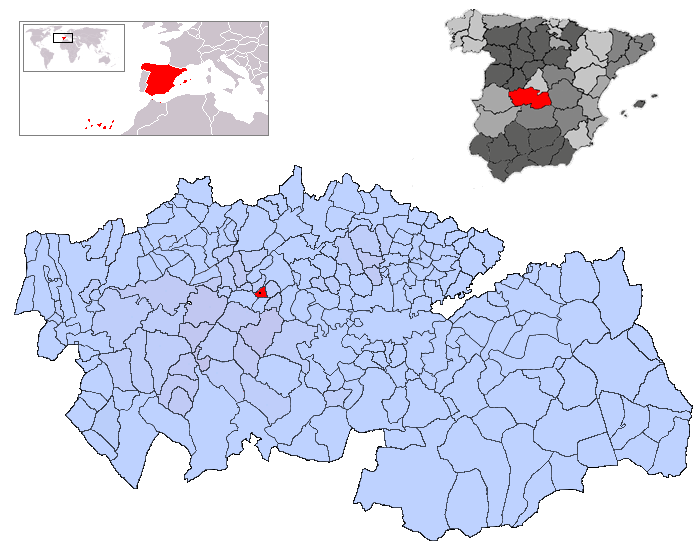
Розташування муніципалітету у провінції Толедо